# Metarbela
Metarbela is een geslacht van vlinders van de familie van de Metarbelidae. De wetenschappelijke naam van dit geslacht werd voor het eerst voorgesteld door William Jacob Holland in een publicatie uit 1893.

## Soorten
- Metarbela abdulrahmani Lehmann, 2008
- Metarbela alluaudi Le Cerf, 1914
- Metarbela bifasciata Gaede, 1929
- Metarbela bipuncta Hampson, 1920
- Metarbela bueana Strand, 1912
- Metarbela chidzingai Lehmann, 2008
- Metarbela cinereolimbata Le Cerf, 1914
- Metarbela costistrigata Hampson, 1920
- Metarbela cremorna Hampson, 1920
- Metarbela cymaphora Hampson, 1910
- Metarbela dialeuca Hampson, 1910
- Metarbela dietermeyi Mey, 2024
- Metarbela diodonta Hampson, 1916
- Metarbela distincta Le Cerf, 1922
- Metarbela erecta Gaede, 1929
- Metarbela fumida Karsch, 1896
- Metarbela funebris Gaede, 1929
- Metarbela haberlandorum Lehmann, 1997
- Metarbela inconspicua Gaede, 1929
- Metarbela kobesi Lehmann, 2007
- Metarbela laguna Hampson, 1920
- Metarbela latifasciata Gaede, 1929
- Metarbela leucostigma (Hampson, 1910)
- Metarbela lornadepewae Lehmann, 2009
- Metarbela micra Karsch, 1896
- Metarbela naumanni Mey, 2005
- Metarbela nubifera (Bethune-Baker, 1909)
- Metarbela ochracea Gaede, 1929
- Metarbela onusta Karsch, 1896
- Metarbela perstriata Hampson, 1916
- Metarbela plagifera Gaede, 1929
- Metarbela pygatula Strand, 1913
- Metarbela quadriguttata Aurivillius, 1925
- Metarbela rava Karsch, 1896
- Metarbela reticulosana Strand, 1913
- Metarbela rufa Gaede, 1929
- Metarbela shimonii Lehmann, 2008
- Metarbela simillima (Hampson, 1910)
- Metarbela sphacobapta Tams, 1929
- Metarbela stivafer Holland, 1893
- Metarbela taifensis Wiltshire, 1988
- Metarbela triangularis Gaede, 1929
- Metarbela triguttata Aurivillius, 1905
- Metarbela trisignata Gaede, 1929
- Metarbela tuckeri (Butler, 1875)
- Metarbela vaualba Hampson, 1920
- Metarbela weinmanni Lehmann, 2007